# Shel Silverstein
Sheldon Allan (Shel) Silverstein (Chicago, 25 september 1930 – Key West, 10 mei 1999) was een Amerikaanse dichter, singer-songwriter, muzikant, componist, cartoonist, scenarist en auteur van kinderboeken. In de door hem geschreven kinderboeken komt hij zelf voor als Oom Shelby. Zijn boeken zijn vertaald in 20 talen.

## Liedjes
Hij schreef de teksten en muziek voor het grootste deel van de Dr. Hook-liedjes, waaronder "The Cover Of The Rolling Stone", "Freakin' at the Freakers' Ball" , "Sylvia's Mother", "The Things I Didn't Say", "Ballsack" en een waarschuwend lied over venerische ziekten "Don't Give a Dose to the One You Love Most". Ook het nummer "The Ballad of Lucy Jordan", bekend van Marianne Faithfull, is van zijn hand. De wereldberoemde Johnny Cash-hit "A boy named Sue" is ook van zijn hand. Later schreef hij er een vervolg op: "Father of a boy named Sue".Hij schreef ook Bury me in my shades ooit verteld en uitgevoerd als laat mijn bril op mijn kop door Peter Blanker.